# NGC 6565
NGC 6565 est une nébuleuse planétaire située dans la constellation du Sagittaire. NGC 6565 a été découverte par l'astronome américain Edward Charles Pickering en 1880.

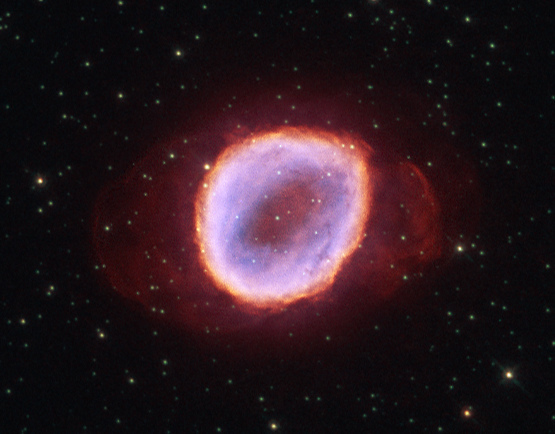
Autre version de la nébuleuse par le télescope spatial Hubble.

## Observation
Avec une magnitude visuelle de 11,6, il faut utiliser un télescope dont l'ouverture est d'au moins 200 mm pour l'observer. Comme plusieurs nébuleuses planétaires découvertes par Pickering et Copeland, NGC 6565 est difficilement discernable d'une étoile ordinaire, sauf si on utilise des filtres. Une comparaison clignotante dans laquelle un filtre bloque la lumière qui n'est pas émise par le nuage gazeux de la nébuleuse est le moyen le plus adéquat pour trouver la source lumineuse qui est une nébuleuse.

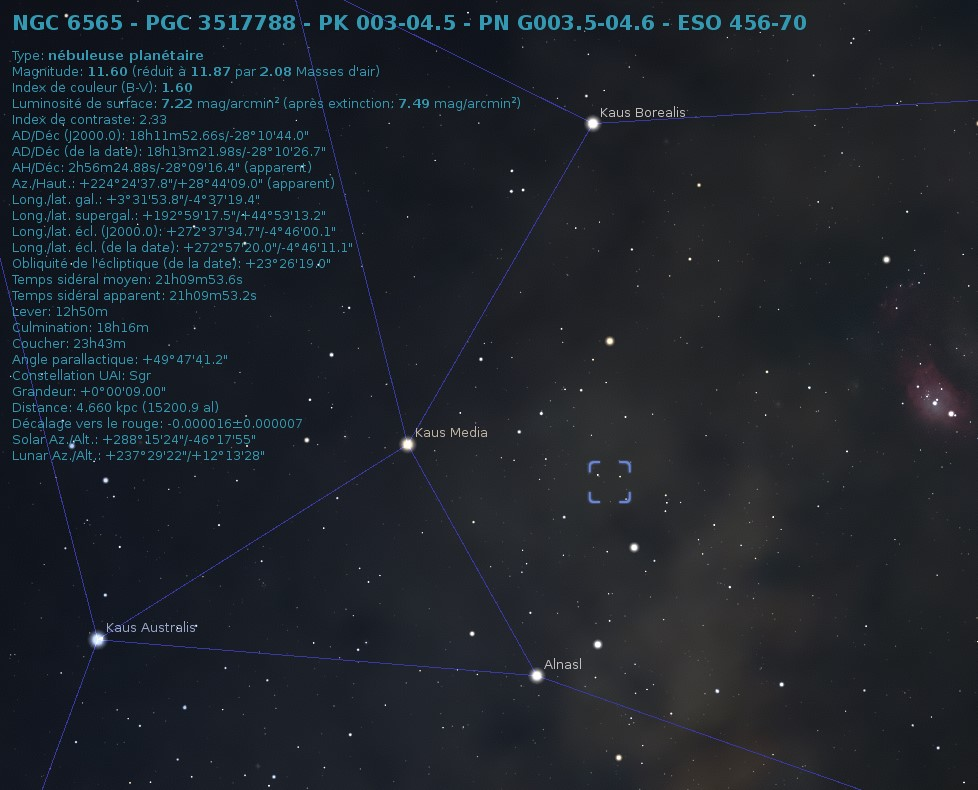
Position de NGC 6565 dans la constellation du Sagittaire (Stellarium).

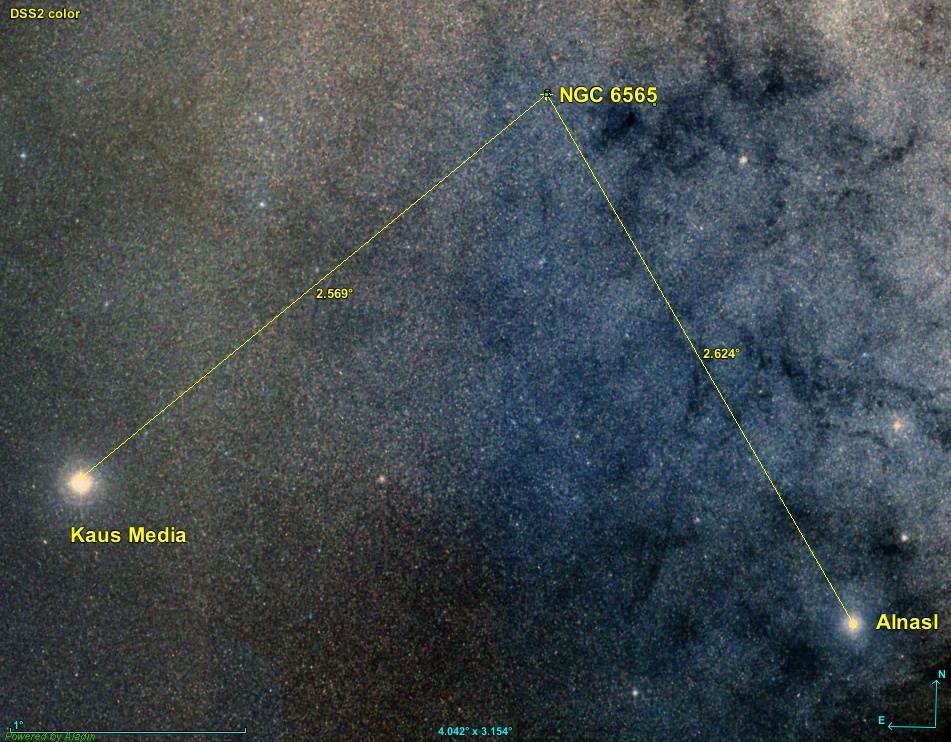
NGC 6565 est à environ 2,6° au nord-ouest de Delta Sagittarii (Kaus Media) et à 2,6° nord-est de Gamma2 Sagittarii (Alnasl).

## Caractéristiques

### Distance, taille et vitesse
La distance de cette nébuleuse est de 4,714 ± 0,943 kpc (∼15 400 al). Une autre distance est aussi indiquée sur la base de données Simbad, soit environ 4 660 pc (∼15 200 al).
La taille apparente de la nébuleuse est de 0,23 minute d'arc, ce qui, compte tenu de la distance et grâce à un calcul simple, équivaut à une taille réelle de 1,03 ± 0,21 al.
Deux valeurs identiques de la vitesse sont indiquées sur la base de données Simbad, soit −4,9 ± 2,0 km/s,.

## Structure de la nébuleuse
Une analyse spectrale de la nébuleuse montre qu'elle présente une jeune structure ellipsoïdale triaxial. La matière proche du grand axe de la nébuleuse a été balayé par un agent accélérateur (vent rapide, ionisation ou champ magnétique ?) formant deux coupes polaires faibles et asymétriques. La température et la luminosité de la naine blanche au centre de la nébuleuse sont dans les environs de 1,2 x 105 K et de 102 {\displaystyle L_{\odot }}.